# Sergio Ramos
Sergio Ramos García, född den 30 mars 1986 i Camas i Sevilla, är en spansk professionell fotbollsspelare som spelar som försvarare för  CF Monterrey i Liga MX. Tidigare i karriären brukade han spela som högerback men han har senare i karriären spelat mest som mittback. 
Ramos startade sin klubbkarriär med sin hemmaklubb Sevilla och debuterade i La Liga som 17-åring år 2004. Sommaren 2005 blev han köpt av Real Madrid för 27 miljoner euro. Med Real Madrid har han vunnit fyra La Liga-titlar, två Copa del Rey-titlar och fyra Champions League-titlar under 16 år. Han var kapten i Spaniens herrlandslag och är en av Spaniens mest kända spelare. Sommaren 2021 flyttade han till PSG, där han fick 2 röda kort, och sammanlagt har han 28 röda kort i sin karriär. Efter två säsonger i den franska huvudstaden stod det klart att han inför säsongen 2023/24 återvänder till Sevilla där han slog igenom. 
Internationellt vann Ramos U19-EM 2004 innan han debuterade i det spanska landslaget 2005 som 18-åring. Han har sedan dess representerat sitt land i tre VM och två EM. Ramos var med i Spaniens "gyllene generation" som vann två raka EM, 2008 och 2012, samt VM 2010, vilket gav Spanien en historisk trippel. 2013 spelade Ramos sin hundrade landskamp och blev den yngsta manliga spelaren någonsin att uppnå det. Ramos har spelat flest landskamper för sitt land och är spanska landslagets kapten. Han har vunnit Champions League 2014, 2016, 2017 och 2018, och är den första försvararen som har gjort mål i två Champions League-finaler.

## Uppväxt
Sergio Ramos föddes den 30 mars 1986 i Camas, en ort i provinsen Sevilla. Hans familj består av föräldrarna Jose María och Paqui, en äldre bror, Rene, som även är hans agent, och en syster vid namn Mirian. Det var Rene som övertalade Ramos att gå med i FC Camas, där han snart skulle visa sin talang.

## Klubbkarriär

### Sevilla
Ramos började sin karriär i lokalklubben FC Camas. Den lokala klubben Sevilla FC upptäckte Ramos och blev mycket intresserade av honom; han började spela för Sevilla vid 10 års ålder 1996. Ramos gick framåt i ungdomssektionen och visade sig vara en orubblig och kompetent försvarare. Vid 16 års ålder 2003 blev Ramos till slut vald att spela för Sevillas B-lag. Han spelade sju matcher i andra divisionen med B-laget. När Ramos var 17 år gammal blev han vald att spela med A-truppen och debuterade i La Liga den 1 februari 2004 i en förlust med 1–0 mot Deportivo de La Coruña. Säsongen 2004/05 blev Ramos Sevillas ordinarie högerback och spelade 41 matcher under säsongen. Han gjorde två mål under säsongen i hemmamatcherna mot Real Sociedad i en vinst med 2–1 och mot Real Madrid i en oavgjord match som slutade 2–2. Sevilla kom sexa i La Liga och kvalificerade sig till UEFA-cupen.

### Real Madrid

#### 2005–2010
Sommaren 2005 köpte Real Madrid Ramos för 27 miljoner euro, ett rekord för en spansk tonåring. Han var den enda spanska spelaren som köptes av Real under Florentino Pérez första period som president. Ramos fick nummer 4 på ryggen, vilket tidigare burits av Real Madrid-legenden Fernando Hierro.
Ramos gjorde sitt första mål för Real Madrid den 6 december 2005 i Champions League mot grekiska Olympiakos, en match som Real slutligen förlorade med 2–1. Real gick vidare från gruppen den säsongens Champions League men förlorade i åttondelsfinalen mot Arsenal med 1–0. Ramos gjorde sitt andra mål för klubben i Real Madrids vinst med 2–0 mot Malaga i La Liga den 11 december 2005. Han gjorde sedan mål mot Malaga i Real Madrids förlust med 2–1 och i deras vinst med 4–0 mot Deportivo de La Coruña den 26 mars 2006. Ramos startade regelbundet under säsongen 2005/06 i hjärtat av Real Madrids försvar och i La Liga spelade han 33 matcher och gjorde fyra mål och totalt under säsongen spelade han 46 matcher och gjorde sex mål. Real Madrid slutade tvåa i ligan efter rivalerna FC Barcelona.

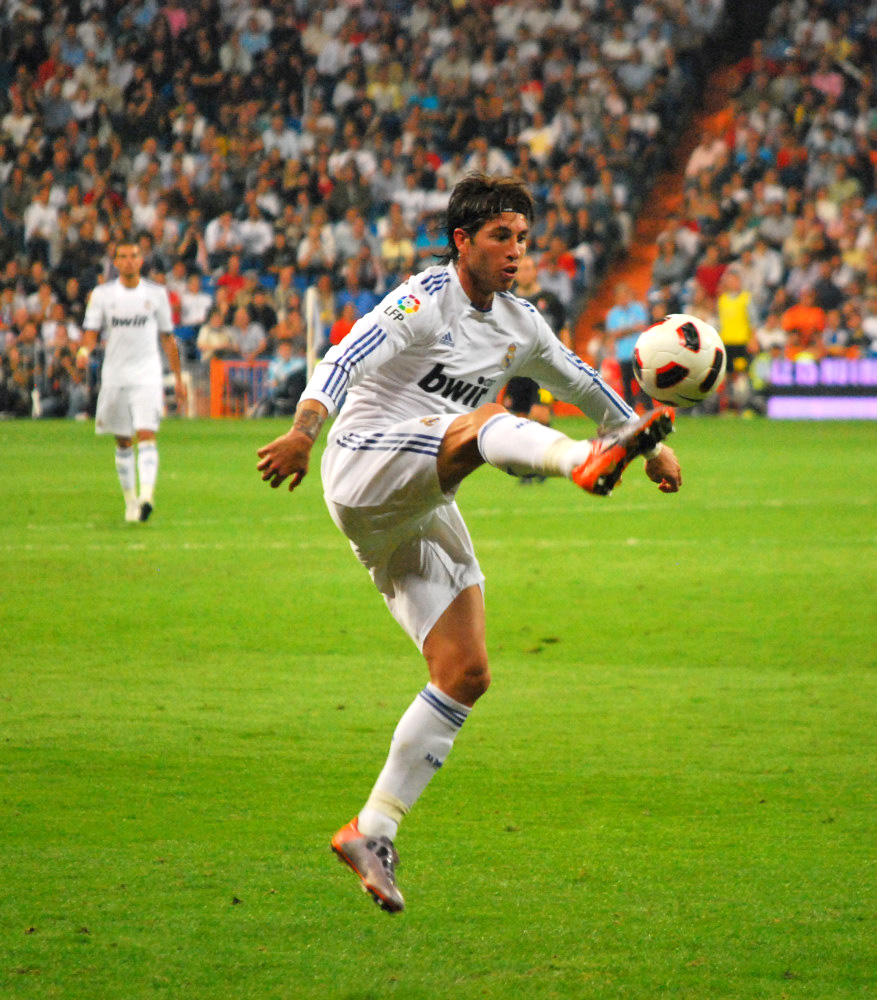
Ramos spelar med Real Madrid i La Liga säsongen 2010/11.

Säsongen 2006/07 åkte Real Madrid ut i åttondelsfinalen i Champions League igen, nu mot FC Bayern München. Real vann La Liga 2006/07 i en av de mest spännande La Liga-säsongerna någonsin då både Real och Barcelona slutade på 76 poäng, men Real hade bättre statistik mot Barcelona i deras två matcher; Real vann på hemmaplan med 2–0 och på bortaplan slutade matchen 3–3 där Ramos gjorde mål. Ramos spelade igen totalt 33 ligamatcher och gjorde fem ligamål.
Under sina första säsonger i Real Madrid spelade Ramos som mittback men kunde spela som defensiv mittfältare när det behövdes. Till starten av säsongen 2007/08 köpte Real Madrid mittbackarna Christoph Metzelder och Pepe vilket gjorde att Ramos blev tillbakaflyttad som högerback. Under sina första fyra säsonger med Real Madrid gjorde Ramos ovanligt många mål för en försvarare, han gjorde över 20 mål. Real förlorade mot Roma i åttondelsfinalen i Champions League igen 2007/08. Ramos assisterade Gonzalo Higuaín i den 89:e minuten i Reals bortavinst med 2–1 mot CA Osasuna den 4 maj 2008; vinsten såg till att Real försvarade ligatiteln. Han gjorde två mål den sista dagen av säsongen mot Levante UD i en vinst med 5–2: det ena målet var ett nickmål och det andra målet var en individuell insats. Dessa mål gjorde att han ökade sitt antal mål under 2007/08 till fem mål.
I augusti 2008 spelade Real Madrid mot Valencia CF i Supercopa de España. Valencia vann första matchen med 3–2 medan i andra matchen gjorde Ramos ett avgörande mål, och det trots att Real länge hade legat under med nio spelare på plan. Real vann matchen med 4–2 och lyckades totalt vinna med 6–5. Under första halvan av säsongen 2008/09 var Ramos i dålig form men kom tillbaks till sin bästa form den 11 januari 2009 då han gjorde ett mål, en akrobatisk volley i Reals triumfvinst med 3–0 mot RCD Mallorca. Nästa vecka gjorde han mål igen i en hemmavinst med 3–1 mot CA Osasuna. Real kom tvåa i ligan efter Barcelona och åkte ut i åttondelsfinalen av Champions League ännu en gång, mot Liverpool FC. Ramos nämndes i både FIFAs och UEFAs Team of the Year 2008 och fick dessutom äran att vara med i FIFPro Team of the Year 2007/08. Han blev även nominerad 21:a i European Player of the Year 2008.
Till starten av säsongen 2009/10 blev Ramos vald som en av Reals fyra kaptener; Raúl var kapten sedan lång tid tillbaks, men Iker Casillas, Ramos och Guti blev vice-kaptener. På grund av att Pepe hade en allvarlig knäskada under säsongen spelade Ramos ofta som mittback. I Real Madrids vinst med 3–2 mot Atletico Madrid den 7 november 2009 fick Ramos sitt nionde röda kort med Real. Det gjorde att han bara var ett rött kort ifrån att tangera Fernando Hierros klubbrekord med tio röda kort. Den 21 februari 2010 spelade Ramos sin 200:e officiella match för Real (och 150:e i La Liga) i en 6–2-vinst mot Villarreal CF. Men Real förlorade båda sina matcher mot rivalerna FC Barcelona, med 1–0 på bortaplan och 2–0 på hemmaplan. Detta gjorde att Barcelona vann ligan med tre poäng till godo. Det blev en stor besvikelse för Real då klubben inte lyckades vinna någon titel under säsongen.

#### 2010–
Både Raúl och Guti lämnade Real Madrid under sommaren vilket gjorde att Iker Casillas blev klubbens nya kapten och att Marcelo och Gonzalo Higuaín blev nya vice-kaptener tillsammans med Ramos inför säsongen 2010/11. I Real Madrids förlust med 5–0 mot Barcelona den 29 november 2010 fick Ramos rött kort efter att ha sparkat Lionel Messi från sidan och sedan puttat Carles Puyol i det efterföljande slagsmålet. I april 2011 spelade Ramos i Copa del Rey-finalen mot FC Barcelona, vilken Real vann i förlängning med 1–0 efter ett avgörande mål ifrån Cristiano Ronaldo. I den efterföljande segerparaden tappade Ramos pokalen, som trots omständigheterna klarade sig utan några större skador. I Champions League vann Real alla gruppspelsmatcher förutom en, en oavgjord 2–2-match mot AC Milan. Ramos fick ett rött i 91:a minuten mot AFC Ajax i Reals 4–0-vinst. I åttondelsfinalen mot Lyon vann Real totalt med 4–1 och i kvartsfinalen mot Tottenham Hotspur vann de totalt med 5–0 men i semifinalen mot Barcelona förlorade Real med totalt 3–1 efter två mål ifrån en formstark Lionel Messi. I La Liga slutade Real som tvåa ännu en gång efter rivalerna FC Barcelona som vann ligan med fyra poäng till godo.

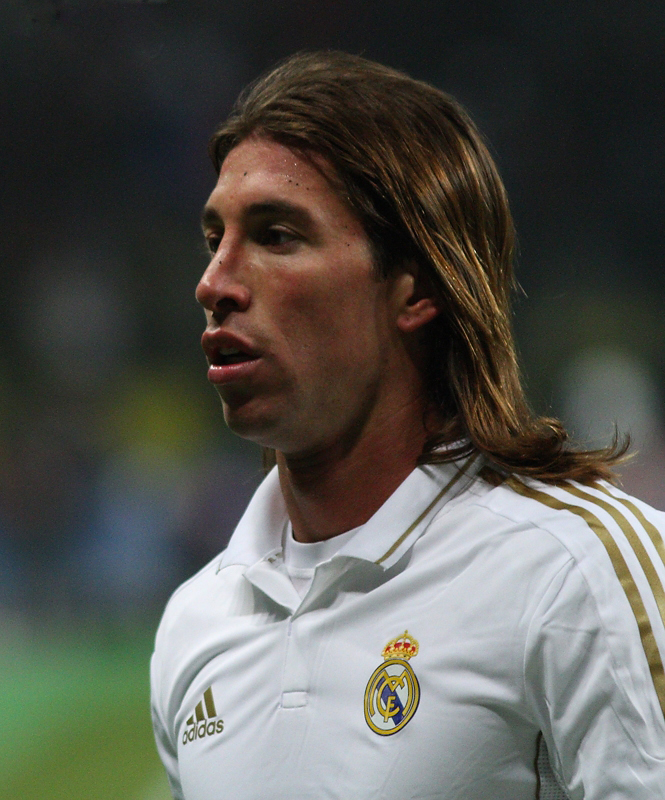
Ramos med Real Madrid under säsongen 2011/12.

Den 12 juli 2011 förlängde Ramos sitt kontrakt med Real Madrid till 2017. I Supercopa de España förlorade Real med totalt 5–4 mot FC Barcelona. Ramos gjorde ett mål i Real Madrids 5–1-vinst mot Granada CF den 7 januari 2012 i La Liga. I Champions League vann Real Madrid alla sex gruppspelsmatcher och Ramos gjorde mål i 4–0-vinsten mot Lyon på hemmaplan. Real besegrade CSKA Moskva i åttondelsfinalen med totalt 5–2 och vann över APOEL FC med totalt 8–2 i kvartsfinalen. I semifinalen mot FC Bayern München vann Bayern med 2–1 på hemmaplan medan Real vann med 2–1 på hemmaplan. Det gjorde att det blev en förlängning, som blev mållös, och det behövde avgöras på straffar. I straffläggningen missade Ramos sin straff; han sköt en bra bit över ribban. Trots att Iker Casillas räddade två straffar förlorade Real straffläggningen. Real Madrid vann La Liga säsongen 2011/12 med totalt 100 poäng, nio poäng till godo före Barcelona. Laget förlorade bara två matcher i ligan den säsongen.
I en vinst med 4–0 mot Celta de Vigo den 9 januari 2013 fick Ramos ett andra gult kort och blev avstängd. Han blev avstängd i ytterligare fyra matcher när det kom fram att han dessutom förolämpade domaren. Nästa månad, några minuter efter att han gjort mål mot Rayo Vallecano och mindre än 20 minuter in i matchen, fick Ramos två gula kort inom en minut, vilket var hans sextonde röda kort med Real och hans tolfte i ligan. I februari/mars 2013 när Iker Casillas var skadad, var Ramos kapten för Real i två vinster mot Barcelona i ligan inom fyra dagar; Ramos gjorde det avgörande målet i en vinst med 2–1 i den andra matchen. Real lyckades inte vinna någon titel under säsongen, de kom tvåa i ligan efter ett väldigt formstarkt Barcelona som rackade in 100 poäng och Real förlorade i förlängningen av finalen i Copa del Rey mot Atletico Madrid.
I en 4–1-vinst i Champions League mot Galatasaray den 27 november 2013 fick Ramos sitt sjuttonde röda kort i den 26:e minuten. Den 14 december 2013 i en match mot CA Osasuna som slutade 2–2 fick Ramos sitt artonde röda kort, ett klubbrekord, men suspensionen lyftes senare. Ramos nittonde röda kort kom i en hemmaförlust med 4–3 mot Barcelona den 23 mars 2014. Real vann Copa del Rey-finalen mot Barcelona med 2–1 efter ett exceptionellt solomål ifrån Reals nya spelare Gareth Bale i den 85:e minuten. I Champions League-semifinalen mot FC Bayern München den 29 april 2014 gjorde Ramos två nickmål i en bortavinst med 4–0, och Real gick vidare till finalen med totalt 5–0. Det var första gången Real Madrid nått Champions League-finalen på 12 år. I Champions League-finalen mot Atletico Madrid gjorde Ramos kvitteringsmålet i den sista minuten som höll Real kvar i matchen, och tvingade fram förlängning. I förlängningen gjorde Real tre mål och vann till slut med 4–1. Det var Ramos första Champions League-titel och klubbens tionde titel och Ramos blev vald av fans som "Man of the match". Ramos gjorde totalt sju mål under säsongen, ett nytt individuellt säsongsrekord.
Säsongen 2014/15 startade den 12 augusti 2014 för Ramos när han spelade i UEFA Super Cup mot Sevilla FC där Real vann med 2–0 tack vare två mål av Cristiano Ronaldo. Ramos spelade sedan i de två Supercopa de España-finalerna, hemma och borta, men Real förlorade med totalt 2–1 mot Atlético Madrid. Han gjorde sitt första mål för säsongen i en bortaförlust med 4–2 mot Real Sociedad. Tidigt i La Liga tog Real en stor ledning mycket tack vare att Cristiano Ronaldo gjorde ett flertal hattricks vilket såg till att Real vann nästan alla matcher. Ramos spelade den 7 december 2014 sin 300:e La Liga-match med Real i en 3–0-vinst mot Celta Vigo. Han gjorde sedan mål i både semifinalen, en vinst med 4–0 mot mexikanska Cruz Azul och finalen, en vinst med 2–0 mot argentinska San Lorenzo i VM för klubblag och blev framröstad som turneringens bästa spelare. Resten av Reals säsong blev en besvikelse då Ronaldo förlorade sin exceptionellt bra form i mitten av säsongen vilket gjorde att Real förlorade flera matcher, och tillät FC Barcelona erövra La Liga-titeln. I Champions League åkte Real ut i semifinalen mot Juventus efter en 2–1-förlust på bortaplan och en oavgjord 1–1-match på hemmaplan.

## Internationell karriär
Ramos startade sin internationella karriär 2002 då han spelade en landskamp med Spanien U17. Två år senare spelade han med Spanien U19 och vann U19-EM 2004 efter att ha besegrat Turkiet i finalen med 1–0. 2004 blev Ramos även en stor träff för Spaniens U21-landslag där han spelade sex landskamper.
Han debuterade i seniorlandslaget den 26 mars 2005, fyra dagar före sin nittonde födelsedag, i en vänskapsmatch mot Kina som Spanien vann med 3–0. Ramos blev då den yngsta spelaren på 55 år som spelat för det spanska landslaget. Ramos höll detta rekord tills 2006 då det bröts av hans framtida landslagskamrat Cesc Fàbregas. Han spelade ytterligare sex landskamper med Spanien under 2005 och gjorde sina två första internationella mål i VM-kvalmatchen mot San Marino den 13 oktober 2005 som Spanien vann med 6–0. Efter att ha besegrat Slovakien i playoff kvalificerade Spanien till VM 2006.
En kvalmatch för Europamästerskapet i fotboll 2020 mot Norge den 12 oktober 2019 var Ramos 168:e match för det spanska landslaget och han överträffade så Iker Casillas som innan spelade flest landslagsmatcher för Spanien. Han överträffade den 14 november 2020 det europeiska rekordet i landslagsmatcher med sin 177:e match för Spanien som spelades mot Schweiz under Uefa Nations League 2020/2021. Innan var Gianluigi Buffon från Italien rekordhållaren.
Ramos deltog inte i EM 2020 och VM 2022 och den 23 februari 2023 meddelade han sitt beslut att avsluta landslagskarriären.

### VM 2006
20-åringen blev uttagen till den spanska truppen inför VM 2006 i Tyskland, och var truppens näst yngsta spelare efter Cesc Fàbregas. Spanien hamnade i grupp H och vann alla tre gruppspelsmatcher. Ramos startade i de två första gruppspelsmatcherna mot Ukraina som Spanien vann med 4–0 och mot Tunisien som Spanien vann med 3–1. I åttondelsfinalen mot Frankrike startade Ramos igen men Spanien förlorade med 3–1 tack vare ett väldigt starkt franskt lag med en formstark Zinedine Zidane. Spaniens högerback Míchel Salgado avslutade sin internationella karriär efter VM vilket gjorde att Ramos blev Spaniens ordinarie högerback.

### EM 2008
Som ordinarie högerback startade Ramos regelbundet i Spaniens matcher; han spelade tretton landskamper med Spanien 2006 och tio 2007. I kvalspelet till EM 2008 vann Spanien sin grupp med två poäng till godo före Sverige och kvalificerade direkt in till turneringen. Ramos spelade i alla matcher förutom en i kvalet och gjorde sitt tredje landslagsmål den 13 oktober 2007, prick två år efter att han gjorde sina första två, i en vinst med 3–1 mot Danmark. Han gjorde det sista målet i en vinst med 3–0 mot Sverige i EM-kvalet och matchen efter den mot Sverige var Spanien klara att spela i EM 2008.
Ramos blev inkluderad i Spaniens trupp till EM 2008 i Österrike/Schweiz som ordinarie högerback. Han startade i Spaniens två första gruppspelsmatcher mot Ryssland, som var en stor vinst med 4–1 med ett hattrick från David Villa samt matchen mot Sverige som Spanien vann med 2–1 tack vare ett mål från Villa i slutminuterna. Ramos startade dock inte i Spaniens sista gruppspelsmatch mot Grekland som Spanien också vann med 2–1. I kvartsfinalen mot Italien startade Ramos igen. Matchen var jämn och gick vidare till straffläggning där Spanien gick vidare tack vare två räddningar av Iker Casillas. Semifinalen mot Ryssland vann Spanien komfortabelt med 3–0 och därmed nådde Spanien sin första EM-final sedan 1984. I finalen mot Tyskland var Ramos nära att göra assisten till Marcos Sennas första internationella mål, men Senna missade med några centimeter. Fernando Torres gjorde det enda målet i matchen och Spanien vann EM för första gången på 44 år. Efter vinsten bar Ramos en  T-shirt med ett foto av Antonio Puerta på framsidan (Puerta och Ramos spelade i Sevilla tillsammans) och nummer 16 på baksidan, för att hylla Puerta som avled efter att ha fått en hjärtinfarkt under en match i augusti 2007.

### FIFA Confederations Cup 2009
Efter EM avgick Spaniens tränare Luis Aragonés. Han blev ersatt av Vicente del Bosque. Under den första halvan av kvalspelet till VM 2010 vann Spanien alla sina matcher och Ramos var en viktig del av försvaret tillsammans med Carles Puyol och Gerard Piqué då Spanien bara släppte in två mål i sina sex första VM-kvalmatcher.
Spanien fick vara med i FIFA Confederations Cup tack vare att de vann EM 2008. Ramos blev uttagen till Spaniens trupp till Sydafrika och Spanien vann alla sina gruppspelsmatcher, inkluderat en vinst med 5–0 mot Nya Zeeland med ett 11-minuters-hattrick från Fernando Torres. I den matchen spelade Ramos även sin 50:e landskamp. Spaniens 35 raka matcher utan förlust som påbörjades 2006 avslutades när USA besegrade Spanien väldigt oväntat med 2–0 i semifinalen. Spanien vann sedan bronsmatchen mot Sydafrika med 3–2 efter förlängning med ett avgörande mål från Xabi Alonso.

### VM 2010
Spanien vann sina sista VM-kvalmatcher vilket betydde att de vann alla sina VM-kvalmatcher. Ramos gjorde sitt femte internationella mål i en vänskapsmatch mot Frankrike som vanns med 2–0. Han inkluderades i Vicente del Bosques trupp till VM 2010 i Sydafrika den 1 juni 2010 i Sydafrika. Ramos var tillsammans med Carles Puyol och Gerard Piqué startelvan för Spaniens försvar.
Spanien förlorade oväntat första gruppspelsmatchen mot Schweiz med 1–0 men lyckades sedan vinna mot Honduras efter två mål från David Villa. I Spaniens sista gruppspelsmatch mot Chile vann Spanien med 2–1 efter mål från Villa och Andrés Iniesta och gick vidare från gruppen. Spanien vann sedan med 1–0 mot Portugal i åttondelsfinalen och mot Paraguay i kvartsfinalen. I kvartsfinalen mot Paraguay missade båda lagen en straff var inom fyra minuter. Spanien besegrade även Tyskland med 1–0 i semifinalen efter ett nickmål från Carles Puyol och nådde VM-finalen för första gången. I finalen mötte Spanien Nederländerna som aldrig heller vunnit VM. Matchen var länge mållös och gick till förlängning men i 116:e minuten gjorde Andrés Iniesta mål och Spanien vann VM för första gången efter en våldsam match framförallt från Nederländernas sida; John Heitinga fick rött kort i förlängningen och Alonso fick en kung fu-kick i magen. Ramos startade alla sju av Spaniens matcher och var dessutom den spelare som fick högst resultat i turneringens Castrol Performance Index; han fick 9.79.

### EM 2012

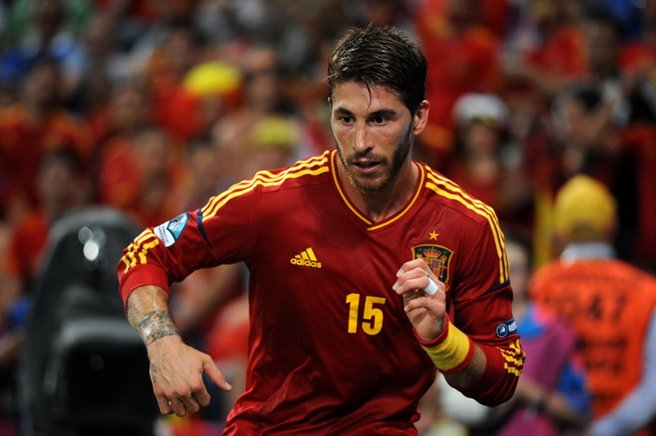
Ramos spelar med Spanien i EM 2012.

Kvalspelet till EM 2012 gick också väldigt bra för Spanien; precis som till VM-kvalet vann de alla sina matcher, nu åtta av åtta. Ramos gjorde mål i Spaniens utklassning av Liechtenstein som de vann med 6–0.
Ramos återvände till hjärtat av försvaret under EM 2012 i Polen/Ukraina. När han blev frågad om sitt positionsbyte kommenterade han: "Jag har anpassat mig och känner mig bekväm i mitten, men jag är en världs- och Europamästare som högerback." Han startade alla gruppspelsmatcher och Spanien gick vidare efter två vinster och en oavgjord match, mot Italien. Spanien vann gruppen och besegrade Frankrike i kvartsfinalen efter två mål från Xabi Alonso. Semifinalen mot Portugal gick till straffläggning efter 120 mållösa minuter med flera bra chanser för båda lagen. Båda lagen missade sina första straffar och Ramos satte sedan sin straff genom att chippa in den i mitten av målet i Panenka-stil och Spanien vann strax efter straffläggningen med 4–2 och nådde EM-finalen igen. Spanien utklassade sedan Italien i finalen med 4–0 vilket gav Spanien en historisk trippel; Spanien blev det första landet att försvara sin EM-titel samt att vinna tre stora turneringar i rad. Ramos vann även turneringens Castrol EDGE Index; Spanien släppte bara in ett mål i turneringen, mot Italien i gruppspelet.

### FIFA Confederations Cup 2013
Ramos gjorde Spaniens enda mål i en oavgjord 1–1 match mot Frankrike i VM-kvalet 2014. Han firade sin 100:e landskamp den 22 mars 2013 mot Finland i VM-kvalet 2014 genom att göra Spaniens enda mål i en oavgjord match. Ramos blev även den yngsta manliga spelaren (26 år, 357 dagar) någonsin att spela 100 landskamper, han slog Lukas Podolskis rekord.
Spanien kvalificerade till FIFA Confederations Cup igen då de vunnit VM 2010. Ramos spelade i varje match i turneringen. Spanien vann sin grupp efter att ha utklassat Tahiti med 10–0 vilket blev den största segern någonsin i en FIFA-turnering. Spaniens semifinal mot Italien behövde avgöras på straffar efter 120 mållösa minuter. Ramos satte sin straff i en episk straffläggning som Spanien vann med 7–6. I finalen mot värdlandet Brasilien som Spanien förlorade med 3–0 missade Ramos en straff som gick stolpe ut.

### VM 2014
VM-kvalet 2014 gick inte lika smidigt som 2010 men Spanien vann gruppen och gick vidare direkt till VM.
Ramos blev vald att spela i sitt tredje VM den 31 maj 2014 då han blev inkluderad i Vicente del Bosques trupp till VM 2014 i Brasilien. Spanien blev utklassade av Nederländerna i en förlust med 5–1 och efter ytterligare en förlust mot Chile med 2–0 åkte Spanien ut ur turneringen. Ramos spelade i alla tre matcher och var kapten i den sista matchen som var en vinst med 3–0 mot Australien. Det var första gången Ramos var kapten i en VM-turnering då både Iker Casillas och Xavi var bänkade.

### EM 2016
Spelarna från "den gyllene generationen" som Spanien haft de senaste åren började avsluta sina karriärer; Xavi, Xabi Alonso och David Villa avslutade sina internationella karriärer efter VM. Del Bosque fortsatte som tränare men såg till att en ny generationsväxling skedde, med några gamla spelare kvar, bland dem Ramos. Efter VM 2014 blev Ramos utsedd till Spaniens vice-kapten med Casillas kvar som kapten. Han spelade sin första match som officiell vice-kapten i Spaniens 1–0-förlust mot Frankrike den 4 september 2014.
Ramos satte en straff som blev hans tionde internationella mål i Spaniens 5–1-vinst mot Makedonien i EM-kvalet 2016. I en vänskapsmatch mot Costa Rica den 11 juni 2015 spelade Ramos sin 127:e landskamp och gick om Andoni Zubizarreta (126) som den spelare som spelat tredje flest landskamper med det spanska landslaget.

## Spelstil
Ofta sedd som sin generations bästa försvarare, är Ramos en stark spelare som utmärker sig i luften, vilket gör honom till en farlig målgörare på fasta situationer. Han är också en kompetent och aggressiv spelare. Ramos är begåvad med hög hastighet, stor teknisk förmåga, samt god spridning och passningsförmåga. Han har kritiserats för sin brist på disciplin ibland, och han innehar rekordet för flest röda kort som erhållits av en Real Madrid-spelare. Med hänsyn till hans ledarskap, sin atletiska och tekniska skicklighet, sin förmåga att spela bra både offensivt och defensivt, liksom sin taktiska mångsidighet, vilket tillåter honom att sättas in som mittback och som en komplett försvarare, har hans tidigare manager Carlo Ancelotti jämfört honom med den legendariska försvararen Paolo Maldini.

## Privatliv
Ramos har varit i ett förhållande med journalisten Pilar Rubio sedan september 2012, vilket blev bekräftat av båda under FIFA Ballon d'Or-galan 2013. Rubio annonserade den 12 november 2013 via Twitter att hon väntade sitt första barn med Ramos; Sergio Ramos Rubio föddes den 6 maj 2014. Ramos är ett fan av tjurfäktning, som är populärt i hans hemstad, och han är nära vän med matadoren Alejandro Talavante. Han har firat vinster med både Real Madrid och Spanien genom att använda en matadors mantel. Efter vinsten mot Italien i EM 2012 gick han ut på planen efter att laget blivit tilldelade guldmedaljer, i en rosa mantel från Talavante. Under firandet efter att Real Madrid besegrat Barcelona i Copa del Rey-finalen 2014 använde han sig av en rosa mantel.

## Karriärstatistik

### Klubbstatistik
Korrekt per den 19 maj 2018.
| Klubb            | Säsong           | Liga    | Liga | Cup1    | Cup1 | Europa  | Europa | Övriga2 | Övriga2 | Totalt  | Totalt |
| Klubb            | Säsong           | Matcher | Mål  | Matcher | Mål  | Matcher | Mål    | Matcher | Mål     | Matcher | Mål    |
| ---------------- | ---------------- | ------- | ---- | ------- | ---- | ------- | ------ | ------- | ------- | ------- | ------ |
| Sevilla          | 2003/04          | 7       | 0    | 0       | 0    | 0       | 0      | 0       | 0       | 7       | 0      |
| Sevilla          | 2004/05          | 31      | 2    | 5       | 0    | 5       | 1      | 0       | 0       | 41      | 3      |
| Sevilla          | 2005/06          | 1       | 0    | 0       | 0    | 0       | 0      | 0       | 0       | 1       | 0      |
| Sevilla          | Totalt           | 39      | 2    | 5       | 0    | 5       | 1      | 0       | 0       | 49      | 3      |
| Real Madrid      | 2005/06          | 33      | 4    | 6       | 1    | 7       | 1      | 0       | 0       | 46      | 6      |
| Real Madrid      | 2006/07          | 33      | 5    | 3       | 0    | 6       | 1      | 0       | 0       | 42      | 6      |
| Real Madrid      | 2007/08          | 33      | 5    | 5       | 1    | 7       | 0      | 0       | 0       | 45      | 6      |
| Real Madrid      | 2008/09          | 32      | 4    | 2       | 1    | 8       | 1      | 0       | 0       | 42      | 6      |
| Real Madrid      | 2009/10          | 33      | 4    | 0       | 0    | 7       | 0      | 0       | 0       | 40      | 4      |
| Real Madrid      | 2010/11          | 31      | 3    | 7       | 1    | 8       | 0      | 0       | 0       | 46      | 4      |
| Real Madrid      | 2011/12          | 34      | 3    | 6       | 0    | 11      | 1      | 0       | 0       | 51      | 4      |
| Real Madrid      | 2012/13          | 26      | 4    | 5       | 0    | 9       | 1      | 0       | 0       | 40      | 5      |
| Real Madrid      | 2013/14          | 32      | 4    | 8       | 0    | 11      | 3      | 0       | 0       | 51      | 7      |
| Real Madrid      | 2014/15          | 27      | 4    | 4       | 1    | 8       | 0      | 3       | 2       | 42      | 7      |
| Real Madrid      | 2015/16          | 23      | 2    | 0       | 0    | 10      | 1      | 0       | 0       | 33      | 3      |
| Real Madrid      | 2016/17          | 28      | 7    | 3       | 1    | 11      | 1      | 2       | 1       | 44      | 10     |
| Real Madrid      | 2017/18          | 26      | 4    | 3       | 0    | 10      | 1      | 2       | 0       | 40      | 5      |
| Real Madrid      | Totalt           | 392     | 53   | 52      | 6    | 113     | 11     | 7       | 3       | 564     | 73     |
| Karriären totalt | Karriären totalt | 430     | 55   | 57      | 6    | 119     | 12     | 7       | 3       | 613     | 76     |

1 Inkluderar Supercopa de España.

2 Inkluderar UEFA Super Cup och VM för klubblag.

### Internationell statistik
Korrekt per den 27 mars 2018.
| Landslag | År     | Matcher | Mål |
| -------- | ------ | ------- | --- |
| Spanien  | 2005   | 7       | 2   |
| Spanien  | 2006   | 13      | 0   |
| Spanien  | 2007   | 10      | 2   |
| Spanien  | 2008   | 15      | 0   |
| Spanien  | 2009   | 11      | 0   |
| Spanien  | 2010   | 16      | 1   |
| Spanien  | 2011   | 10      | 1   |
| Spanien  | 2012   | 16      | 2   |
| Spanien  | 2013   | 17      | 1   |
| Spanien  | 2014   | 9       | 1   |
| Spanien  | 2015   | 6       | 0   |
| Spanien  | 2016   | 10      | 0   |
| Spanien  | 2017   | 9       | 3   |
| Spanien  | 2018   | 2       | 0   |
| Totalt   | Totalt | 151     | 13  |

#### Internationella mål
Korrekt per den 27 mars 2018.
I mål- och resultatlistan anges Spaniens mål först.
| Nr  | Datum            | Plats                                           | Motståndare   | Mål | Resultat | Tävling        |
| --- | ---------------- | ----------------------------------------------- | ------------- | --- | -------- | -------------- |
| 1.  | 13 oktober 2005  | Stadio Olimpico, Serravalle, San Marino         | San Marino    | 3–0 | 6–0      | VM-kvalet 2006 |
| 2.  | 13 oktober 2005  | Stadio Olimpico, Serravalle, San Marino         | San Marino    | 4–0 | 6–0      | VM-kvalet 2006 |
| 3.  | 13 oktober 2007  | Atletion, Aarhus, Danmark                       | Danmark       | 2–0 | 3–1      | EM-kvalet 2008 |
| 4.  | 17 november 2007 | Santiago Bernabéu Stadium, Madrid, Spanien      | Sverige       | 3–0 | 3–0      | EM-kvalet 2008 |
| 5.  | 3 mars 2010      | Stade de France, Saint-Denis, Frankrike         | Frankrike     | 2–0 | 2–0      | Vänskapsmatch  |
| 6.  | 6 september 2011 | Estadio Las Gaunas, Logroño, Spanien            | Liechtenstein | 4–0 | 6–0      | EM-kvalet 2012 |
| 7.  | 16 oktober 2012  | Vicente Calderón Stadium, Madrid, Spanien       | Frankrike     | 1–0 | 1–1      | VM-kvalet 2014 |
| 8.  | 14 november 2012 | Estadio Rommel Fernández, Panama City, Panama   | Panama        | 4–0 | 5–1      | Vänskapsmatch  |
| 9.  | 22 mars 2013     | El Molinón, Gijón, Spanien                      | Finland       | 1–0 | 1–1      | VM-kvalet 2014 |
| 10. | 8 september 2014 | Estadi Ciutat de València, Valencia, Spanien    | Makedonien    | 1–0 | 5–1      | EM-kvalet 2016 |
| 11. | 5 september 2017 | Rheinpark Stadion, Vaduz, Liechtenstein         | Liechtenstein | 1–0 | 8–0      | VM-kvalet 2018 |
| 12. | 14 november 2017 | Krestovskij stadion, Sankt Petersburg, Ryssland | Ryssland      | 2–0 | 3–3      | Vänskapsmatch  |
| 13. | 14 november 2017 | Krestovskij stadion, Sankt Petersburg, Ryssland | Ryssland      | 3–3 | 3–3      | Vänskapsmatch  |

## Meriter

### Klubb

#### Real Madrid
- La Liga (5): 2006/07, 2007/08, 2011/12,  2016/17, 2019/20
- Copa del Rey (2): 2010/11, 2013/14
- Supercopa de España (4): 2008, 2012, 2017, 2019
- UEFA Champions League (4): 2013/14, 2015/16, 2016/17, 2017/18
- UEFA Super Cup (3): 2014, 2016, 2017
- VM för klubblag (4): 2014, 2016, 2017, 2018

#### Paris Saint-Germain
- Ligue 1: 2021/22, 2022/23

### Internationellt

#### Spanien U19
- EM i fotboll: 2004 (guld)

#### Spanien
- VM i fotboll: 2010
- EM i fotboll: 2008 (guld)
- FIFA Confederations Cup: 2009 (brons)
- VM i fotboll: 2010 (guld)
- EM i fotboll: 2012 (guld)
- FIFA Confederations Cup: 2013 (silver)
- VM i fotboll: 2014

### Individuella
- La Liga Breakthrough Player of the Year: 2005
- La Liga Best Defender: 2012, 2013, 2014, 2015
- FIFA/FIFPro World XI: 2008, 2011, 2012, 2013, 2014, 2015, 2016, 2017, 2018
- UEFA Team of the Year: 2008, 2012, 2013, 2014
- UEFA Ultimate Team of the Year: 2015
- ESM Team of the year: 2007–08, 2011–12, 2014–15
- VM 2010: vinnare av Castrol Index[64]
- FIFA World Cup Dream Team: VM 2010
- EM 2012: vinnare av Castrol EDGE Index[69]
- UEFA Euro Team of the Tournament: 2012
- Guldbollen i VM för klubblag: 2014

### Originalcitat på engelska
1. ↑  "I have adapted and feel comfortable in the middle, but I am a world and European champion at right-back."